# 57th Street – Seventh Avenue
57th Street – Seventh Avenue – stacja metra nowojorskiego, na linii N, Q i R. Znajduje się w dzielnicy Manhattan, w Nowym Jorku i zlokalizowana jest pomiędzy stacjami Fifth Avenue / 59th Street i 49th Street. Została otwarta 10 lipca 1919.